# Diplostix caterinoi
Diplostix caterinoi är en skalbaggsart som beskrevs av Vienna 2007. Diplostix caterinoi ingår i släktet Diplostix och familjen stumpbaggar. Inga underarter finns listade i Catalogue of Life.